# Mendoncia pedunculata
Mendoncia pedunculata är en akantusväxtart som beskrevs av Emery Clarence Leonard. Mendoncia pedunculata ingår i släktet Mendoncia och familjen akantusväxter. Inga underarter finns listade i Catalogue of Life.